# Apol·lon Grigóriev
Apol·lon Grigóriev   (Moscou, 28 de juliol de 1822 (Julià) - Sant Petersburg, 25 de setembre de 1864 (Julià)), nom complet amb patronímic Apol·lon Aleksàndrovitx Grigóriev, rus:  Аполло́н Алекса́ндрович Григо́рьев, AFI [ɐpɐˈlon ɐlʲɪˈksandrəvʲɪtɕ ɡrʲɪˈɡorʲjɪf], ( ? i  escolteu-ne la pronunciació en rus), fou un poeta, crític literari i teatral rus, traductor, escriptor de memòries, ideòleg del moviment pótxvennitxestvo i autor de diverses cançons populars i romances.

## Vida
Grigóriev va néixer a Moscou, on el seu pare era secretari del magistrat de la ciutat. Va ser educat a casa, i va estudiar a la Universitat de Moscou. Allà va començar una estreta relació amb Afanassi Fet, Iàkov Polonski i Serguei Soloviov.

### Carrera literària
Diversos dels poemes de Grigóriev van ser publicats a la revista Otétxestvennie zapiski  el 1845, seguits d'una sèrie de versos curts, articles crítics, revisions teatrals i traduccions per a Repertuar i Panteon, rus: Репертуар и Пантеон. El 1846, Grigóriev va publicar un llibre de poesia, que es va trobar amb una crítica no gaire indulgent; posteriorment va escriure poesies originals i es va centrar en traduir al rus obres de Shakespeare (A Midsummer Night's Dream, The Merchant of Venice, Romeo and Juliet), Byron (Parisina i fragments de Child Harold), Molière i Delavigne.
Els anys de Grigóriev a Sant Petersburg foren tempestuosos. El 1847 va tornar a Moscou, on treballà com a professor de jurisprudència de la primera escola secundària de Moscou i col·laborà amb el "Full de la ciutat de Moscou" (rus: Московский городской листок, Moskovski gorodskoi listok). El 1847 Grigóriev es va casar amb Lídia Fiódorovna Korx (germana dels escriptors Ievgueni i Valentín Korx). El matrimoni feu breument d'ell un home de vida correcta.
Gràcies a la seva relació amb Aleksei Galàkhov, va començar les seves col·laboracions amb Otétxestvennie zapiski, on Grigóriev escrigué com a crític teatral i literari en els anys 1849-1850.

#### Moskvitianin
El 1850, Grigóriev es va convertir en editor de la revista Moskvitianin i líder dels joves membres de la seva plantilla. Malgrat els vells membres del seu equip editorial (Mikhaïl Pogodin, Stepan Xeviriov i Aleksandr Véltman), Grigóriev va aplegar "un cercle de joves talents, audaços, borratxos, però honestos i brillants": Aleksandr Ostrovski, Aleksei Píssemski, Borís Almàzov, Aleksei Potekhin, Pàvel Mélnikov-Petxerski, Ievgueni Edelson, Lev Mei, Nikolai Berg, Ivan Gorbunov i altres. Cap d'ells no era un eslavòfil ortodox, però a tots ells els atreia el Moskvitianin pel fet que aquí podrien justificar fàcilment el seu punt de vista sociopolític del món, sobre la base de la realitat russa. Segons una font contemporània:
| « | Hi havia també actors provincials, mercaders i petits funcionaris amb cares inflades, i tota aquesta petita gentola, juntament amb els escriptors, es lliuraven a una borratxera colossal i monstruosa ... La borratxera unia tothom; bevien i se'n vantaven orgullosos. | » |

Grigóriev fou el principal teòric del cercle, que arribà al seu màxim durant els primers anys de la dècada de 1860.

#### Darrers anys
Grigóriev va escriure per a Moskvitianin fins que aquest va cessar la seva publicació el 1856. Després va treballar per a Rússkaia besseda, Biblioteka dlia txténia, l'original Rússkoie slovo, on va ser durant algun temps un dels tres editors, a Russki mir, Svétotx, Sin otétxestva d'Albert Startxevski i Russki véstnik de Mikhaïl Katkov.
En 1861, Grigóriev va treballar durant un any a la revista Epokha dels germans Dostoievski. Com a Moskvitianin, els seus col·laboradors eren pótxvenniki; no obstant això, el seu entusiasme es va esvair i va tornar a Sant Petersburg. Grigóriev va reprendre la seva existència bohèmia, i va quedar amb deutes abans de començar a escriure crítiques teatrals per a diversos periòdics. Tot i que les seves crítiques van ser populars, la seva addició a la beguda li passà factura. Va morir a causa d'un accident cerebrovascular mentre estava tancat a la presó, per causa dels seus deutes, a Sant Petersburg, el 1864. Està enterrat al cementiri Mitrofànievskoie, al costat del poeta Lev Mei. Els articles de Grigóriev van ser recollits i publicats en un volum, el 1876, per Nikolai Stràkhov.

## Traduccions al català
- Poesia russa. Antologia / Vidal, Helena (Ed., Trad., Pr.); Desclot, Miquel (Ed., Trad.) Barcelona : Edicions 62: 1983 ISBN 8429720774